# 岩田光央と???のVナビ
岩田光央と???のVナビ（いわたみつおと???のぶいナビ）は、2001年4月～9月にラジオ大阪で放送されていたラジオ番組。通称は「Vナビ」。岩田光央がメインパーソナリティを務めていた。

## 放送時間
- 2001年4月7日～9月29日
  - 毎週土曜　21:30～22:30

ただしプロ野球の試合が長引いて中継が21:30までに終われなかった場合は、22:00までに終了したら野球中継終了後随時、22:00近くになってもまだ試合が終わりそうにない場合は野球中継を22:00で強制終了し、遅くとも22:00からVナビの放送を開始した。なお開始が遅れても終了時刻は22:30であり、ゆえに番組の放送時間はプロ野球の試合の流れに従属していた。

## 概要
1314 V-STATION枠の番組としては初の毎週・毎回生放送を実施した番組。毎回テーマを定め、それに沿った話題をBBSやE-mail、FAXを通じてリスナーに募集した。たまにFAXに電話番号を書いて投稿されたリスナーの自宅に電話をかけ、いわゆる生電話を実施した回もあった。
また、ほぼ毎週ゲスト（岩田光央やV-STATIONにゆかりのある声優が殆ど）を招いていたが、ゲストというよりはウィークリーパーソナリティ同然であった。その理由は、
- 番組タイトルの「???」にはゲストの名前が入る。
- ゲストも岩田とともにBBSやメールなどを紹介する事が普通だった。

といった点である。
なお、ゲストを招かず岩田が一人で番組を進行させた回も少々あり、その際はタイトル名が「岩田光央のVナビ」となった。また、ゲストを招かなかった回ではよくリスナーとのチャットを番組と連動して実施した。

## オフィシャル・ファンクラブ 「Vメイツ」
この番組では1314 V-STATIONの公式ファンクラブ「Vメイツ」の会員を募集していた。Vメイツに加入すると、ホームページを介して番組の裏側を少し知ることができたり、2002年に公開された映画「EAT&RUN」のエキストラとしての参加権利が得られるなどの特典があった（ただし結果としてVメイツの登録者は、EAT&RUNでは写真による参加となった）。しかし響きが某バックダンサーチームの名前と類似していて、ウィークリーゲストの大半はそちらの方をイメージして誤解することもしばしばあった。

## ウィークリーゲスト一覧
1. 2001年4月7日　→ 新・世紀ちゃん、佐藤卓矢（ラジオ大阪ディレクター）
2. 4月14日　→ 宮村優子
3. 4月21日　→ 三重野瞳、正岡謙一郎
4. 4月28日　→ 豊嶋真千子
5. 5月5日　→ 愛河里花子
6. 5月12日　→ 麻績村まゆ子
7. 5月19日　→ 笠原弘子
8. 5月26日　→ 小林由美子、三重野瞳
9. 6月2日　→ 森久保祥太郎
10. 6月9日　→ stub
11. 6月16日　→ 國府田マリ子 （※）
12. 6月23日　→ ゲストなし（Vステ夏の陣JAPAN　開催）
13. 6月30日　→ ゲストなし
14. 7月7日　→ stub
15. 7月14日　→ 森久保祥太郎
16. 7月21日　→ 飯塚雅弓
17. 7月28日　→ ゲストなし
18. 8月4日　→ 三重野瞳
19. 8月11日　→ 山本麻里安
20. 8月18日　→ 愛河里花子
21. 8月25日　→ 坂本真綾
22. 9月1日　→ 真田アサミ
23. 9月8日　→ ゲストなし
24. 9月15日　→ 水野愛日
25. 9月22日　→ 三重野瞳
26. 9月29日（最終回）　→ ゲストなし

※ 6月16日放送分においては「日本のアニラジをお楽しみいただく2週間」の一環として、Vステ夏の丼という企画が行われていた関係で、國府田マリ子がメインパーソナリティ、岩田光央がゲストといった形式で放送されていた。

## メール、FAX、BBS紹介以外のコーナー
ふつつか日記
この番組の開始される前の週まで土曜夜に放送されていた瞳と光央の爆発ラジオの中にあったコーナーを、タイトルだけ変更してVナビ仕様としたもの。リスナーのたわいもない体験談を面白おかしく紹介する。このコーナーのみ、ハガキによる募集であった。
今週の○○○
岩田光央のお気に入りの曲をかけるコーナー。○○○の部分には歌手名またはそれにちなむ言葉が入るが、岩田はさだまさしの大ファンであり、さだまさしの曲をかける回が圧倒的に多かった。サザンオールスターズ（桑田佳祐）もそれに次いで多かった。